# Otto Rüfenacht
Otto Rüfenacht (27 ottobre 1919 – 1º novembre 1982) è stato uno schermidore svizzero, vincitore di una medaglia di bronzo nella scherma ai giochi olimpici.